# Tourist Trophy 1951
Il Tourist Trophy corso dal 6 all'8 giugno 1951 sul Circuito del Mountain, è stata la terza gara del motomondiale 1951, e rappresenta la 33ª edizione del Tourist Trophy.
Le classi in gara furono quattro: 125, 250, 350 e 500 mentre non vi corsero i sidecar.
Nelle due classi di maggior cilindrata si registrò la vittoria di Geoff Duke in sella ad una Norton, la 250 fu appannaggio di Tommy Wood su Moto Guzzi e la 125 di Cromie McCandless su FB Mondial (con quest'ultimo che ottenne anche il terzo posto in 500).
Fu la prima volta dall'istituzione del motomondiale nel 1949 che al TT parteciparono anche le 125 e, come altre volte, anche in quest'occasione vi furono incidenti mortali, sia nelle pre-prove nei giorni antecedenti, sia durante le prove ufficiali.

## Risultati

### Classe 500 (Senior TT)
80 piloti furono presenti alla partenza, 39 vennero classificati al traguardo.
Dopo aver segnato il miglior tempo durante le prove, Ray Amm ottenne anche il giro più veloce in gara pur classificandosi solamente al 28º posto in classifica.
Tra i ritirati della corsa vi furono Reg Armstrong, Ken Kavanagh, Arthur Wheeler, Jack Brett e Leslie Graham.
Primi 10 al traguardo
| Pos. | Pilota             | Moto   | Tempo      | Punti |
| ---- | ------------------ | ------ | ---------- | ----- |
| 1    | Geoff Duke         | Norton | 2h 48.56,8 | 8     |
| 2    | Bill Doran         | AJS    | 2h 53.19,2 | 6     |
| 3    | Cromie McCandless  | Norton | 2h 55.27,0 | 4     |
| 4    | Tommy McEwan       | Norton | 3h 02.26,6 | 3     |
| 5    | Manliff Barrington | Norton | 3h 04.03,4 | 2     |
| 6    | Len Parry          | Norton | 3h 04.30,2 | 1     |
| 7    | Eric Briggs        | Norton | 3h 05.04,6 |       |
| 8    | Albert Moule       | Norton | 3h 07.20,0 |       |
| 9    | Len Perry          | Norton | 3h 07.26,0 |       |
| 10   | Les Dear           | Norton | 3h 08.22,4 |       |

### Classe 350 (Junior TT)
59 piloti vennero classificati al traguardo
Tra i ritirati della corsa vi furono Bill Doran, Cecil Sandford e Ken Kavanagh mentre terminarono la gara nelle posizioni di retroguardia Reg Armstrong e Tommy Wood.
Primi 10 al traguardo
| Pos. | Pilota            | Moto      | Tempo      | Punti |
| ---- | ----------------- | --------- | ---------- | ----- |
| 1    | Geoff Duke        | Norton    | 2h 56.17,6 | 8     |
| 2    | Johnny Lockett    | Norton    | 2h 59.35,0 | 6     |
| 3    | Jack Brett        | Norton    | 3h 00.24,4 | 4     |
| 4    | Mick Featherstone | AJS       | 3h 03.35,8 | 3     |
| 5    | Bill Lomas        | Velocette | 3h 04.05,6 | 2     |
| 6    | Bob Foster        | Velocette | 3h 04.51,6 | 1     |
| 7    | Cromie McCandless | Norton    | 3h 05.31,0 |       |
| 8    | Rod Coleman       | AJS       | 3h 05.53,4 |       |
| 9    | Ray Amm           | Norton    | 3h 06.01,8 |       |
| 10   | Leslie Graham     | Velocette | 3h 06.21,0 |       |

### Classe 250 (Lightweight TT)
15 piloti vennero classificati al termine della gara
Tra i ritirati della corsa vi fu Fergus Anderson.
Primi 10 al traguardo
| Pos. | Pilota              | Moto       | Tempo      | Punti |
| ---- | ------------------- | ---------- | ---------- | ----- |
| 1    | Tommy Wood          | Moto Guzzi | 1h 51.15,8 | 8     |
| 2    | Dario Ambrosini     | Benelli    | 1h 51.24,2 | 6     |
| 3    | Enrico Lorenzetti   | Moto Guzzi | 1h 55.00,0 | 4     |
| 4    | Wilf Hutt           | Moto Guzzi | 1h 57.48,8 | 3     |
| 5    | Arthur Wheeler      | Velocette  | 2h 00.39,0 | 2     |
| 6    | Fron Purslow        | Norton     | 2h 02.28,4 | 1     |
| 7    | Svend Aage Sørensen | Excelsior  | 2h 07.44,8 |       |
| 8    | Frank Cope          | AJS        | 2h 09.22,0 |       |
| 9    | Arnold W. Jones     | Excelsior  | 2h 12.40,8 |       |
| 10   | Harold Hartley      | Rudge      | 2h 13.20,0 |       |

### Classe 125 (Ultra-Lightweight TT)
16 piloti vennero classificati al termine della gara
Tra i ritirati della corsa vi fu Leslie Graham che portava in gara una MV Agusta.
Primi 10 al traguardo
| Pos. | Pilota             | Moto              | Tempo      | Punti |
| ---- | ------------------ | ----------------- | ---------- | ----- |
| 1    | Cromie McCandless  | FB Mondial        | 1h 00.30,0 | 8     |
| 2    | Carlo Ubbiali      | FB Mondial        | 1h 00.52,4 | 6     |
| 3    | Gianni Leoni       | FB Mondial        | 1h 03.19,8 | 4     |
| 4    | Nello Pagani       | FB Mondial        | 1h 04.36,6 | 3     |
| 5    | Juan Soler Bultó   | Montesa           | 1h 11.21,0 | 2     |
| 6    | José Maria Llobet  | Montesa           | 1h 14.01,4 | 1     |
| 7    | Eric V C Hardy     | DOT               | 1h 18.16,2 |       |
| 8    | Howard A Grindley  | DMW               | 1h 19.34,6 |       |
| 9    | Leslie D Caldecutt | BSA               | 1h 20.19,0 |       |
| 10   | R C Holton         | Pankhurst Special | 1h 20.24,6 |       |